# Andrew Bernstein
Andrew Bernstein (n. 29 de junio de 1949) es profesor de filosofía conocido por su defensa del objetivismo. 
Recién enseña en el Colegio Maristo en Nueva York. También ha enseñado en Harvard, Duke, Yale, West Point, UCLA, y en el Instituto Ayn Rand en California.

## Obras
Las obras principales de Bernstin son la novela Heart of a Pagan y Capitalist Manifesto (Título completo: Capitalist Manifesto: the Historical, Economic and Philosophical Case for Laissez-faire Capitalism). Bernstein también escribió libros CliffsNotes por tres novelas escritas por Ayn Rand: Atlas Shrugged, The Fountainhead, et Anthem. 

### Heart of a Pagan
La novela Heart of a Pagan trata de un atleta nombrado Swoop muy animado, que ayuda a su equipo de baloncesto y a su pequeño pueblo a aprender el propio arte y manera de cada uno hacerse campeón, tanto en la cancha quanto afueras. En esta novela los lectores pueden identificar qué es lo que hace un héroe atlético en un excepcional y por qué.